# Vester Hæsinge
Vester Hæsinge is een plaats in de Deense regio Zuid-Denemarken, gemeente Faaborg-Midtfyn. De plaats telt 426 inwoners (2020).